# Little Queenie
Little Queenie er en rocksang af Chuck Berry. Sangen er også blevet indspillet af Eddie Meduza, The Beatles og The Rolling Stones.